# Thủy Thiên Nhu
Quẻ Thủy Thiên Nhu
còn gọi là quẻ Nhu (需 xú).

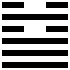
Đồ hình quẻ Thủy Thiên Nhu

- Nội quái là ☰ (||| 乾 qiàn) Càn hay Trời (天).
- Ngoại quái là ☵ (:|: 坎 kản) Khảm hay Nước (水).

Phục Hy ghi: Mông giả mông dã vật chi trĩ dả, vật trĩ bất khả bất dưỡng dã, cố thụ chi dĩ Nhu, Nhu giả ẩm thực chi đạo dã.
Văn Vương ghi thoán từ : Nhu: hữu phu, quang hanh, trinh, cát, lợi thiệp đại xuyên (需: 有孚, 光亨, 貞, 吉. 利涉大川).
Chu Công viết hào từ:

Sơ cửu: Nhu vu giao, lợi dụng hằng, vô cữu.

Cửu nhị: Nhu vu sa, tiểu hữu ngôn, chung cát.

Cửu tam: Nhu vu nê, trí khấu chí.

Lục tứ: Nhu vu huyết, xuất tự huyệt.

Cửu ngũ: Nhu vu tửu thực, trinh cát.

Thượng lục: Nhập vu huyệt, hữu bất tốc chi khách, tam nhân lai, kính chi, chung cát.
Giải nghĩa: Thuận dã. Tương hội. Chờ đợi vì hiểm đằng trước, thuận theo, quây quần, tụ hội, vui hội, cứu xét, chầu về. Quân tử hoan hội chi tượng: quân tử vui vẻ hội họp, ăn uống chờ thời.